# Daemon Summoner
 (octobre 2017).
Si vous disposez d'ouvrages ou d'articles de référence ou si vous connaissez des sites web de qualité traitant du thème abordé ici, merci de compléter l'article en donnant les références utiles à sa vérifiabilité et en les liant à la section « Notes et références ».
Daemon Summoner est un jeu vidéo de tir à la première personne développé par Atomic Planet Entertainment et édité par Midas Interactive Entertainment, sorti en 2006 sur PlayStation 2.

## Trame
Le jeu se déroule dans l’Angleterre victorienne, en 1888. Le joueur incarne James Farrington-Higgs, un homme qui pourchasse son ancienne femme ressuscitée en vampire après le meurtre de leurs enfants par un groupe de vampires.

## Système de jeu
Le héros doit parcourir sept niveaux, infestés de squelettes, de vampires, de gobelins, de goules et de loups-garous mais aussi, il doit éliminer son ancienne épouse, afin d'éviter l'accomplissement d'un rite démoniaque.

## Accueil
Daemon Summoner est considéré comme un kusoge (nanar du jeu vidéo),. Cette particularité lui aura valu un test du Joueur du Grenier.
Il lui fut reproché de nombreux défauts, tels sa variété d'arme restreinte, un doublage vocal quasi inexistant, ses bugs, ses mauvais graphismes pour un jeu datant de 2006, la présence excessive de murs invisibles ou encore son faible temps de vie.

## Développement
Le développeur a eu beaucoup de difficultés dans son studio. Il sera seul pour le finir, il eut des pressions, des problèmes au niveau du budget. Cela peut en partie expliquer l’accueil négatif du jeu.